# 藤原紘通
藤原 紘通（ふじわら ひろみち、1985年1月15日 - ）は、長崎県長崎市出身の元プロ野球選手（投手）。

## 来歴・人物

### プロ入り前
長崎市立小ヶ倉中学校、長崎南山高等学校では3年夏県大会準優勝。福岡大学では4年の大学選手権2回戦で白仁田寛和をリリーフしたが青学大に延長12回サヨナラ負け。
2007年にNTT西日本に入社。硬式野球部に入部すると、エースの笠木伸二、ベテランの徳留慶らとともに投手陣を支え、2007年、2008年ともに都市対抗野球大会・日本選手権出場に貢献。
2008年度ドラフト会議で、東北楽天ゴールデンイーグルスと阪神タイガースにそれぞれ野本圭・松本啓二朗の外れ1位で指名され、抽選で交渉権を獲得した楽天に入団。

### プロ入り後
2009年、春季キャンプから1軍に帯同するが、左肩炎症で離脱し開幕を二軍で迎える。投球練習が再開できるようになった5月頃、後に武器となるスローカーブを覚える。6月21日の対阪神タイガース戦（阪神甲子園球場）でプロ入り初登板、初先発するが、4回3失点で敗戦投手に。8月5日の対オリックス・バファローズ戦（京セラドーム大阪）で9回を1安打無失点、打者27人で準完全試合でプロ入り初勝利を挙げた、新人の初勝利が準完全試合だったのは日本プロ野球史上初。その後、後半戦の先発ローテーションの一角となった。最終的に5勝4敗、防御率4.04という成績を残した。北海道日本ハムファイターズとのクライマックスシリーズの第2ステージの4戦目で先発するが、2回4失点で降板し敗戦投手となり、この試合に敗れた楽天のCS敗退が決定。
2010年、先発ローテーション入りするが不安定な投球が多く5月初頭に二軍落ち。6月中頃に左肘の内側側副靱帯の再建手術と骨棘の除去を行う事が発表された。
2011年、前年の左肘の手術の影響で開幕は2軍スタート。8月になりようやく一軍に上がり、8月19日の対福岡ソフトバンクホークス戦で先発するも2回2/3を投げたところで2失点で左肘を痛め負傷降板。私生活では9月に第1子が誕生したが、11月25日に支配下登録選手から育成選手へ契約を変更するとともに、背番号を121に変更した。
2012年、開幕当初こそ育成選手だったが、6月1日に支配下登録選手に復帰。復帰を機に、背番号を前年までの15に戻した。しかし、一軍公式戦への登板機会はなかった。
2013年、2年連続で一軍のマウンドに復帰できないまま、10月4日に球団より戦力外を通告。通告後に第1回12球団合同トライアウトへ参加したものの、11月下旬には現役からの引退を決意した。

### 現役引退後
楽天球団へ引き続き在籍。2014年から2019年まで打撃投手、2020年からスコアラーを務めている。

## 選手としての特徴
MAX148km/hのストレートと100km/hを割るスローカーブ、スライダー、フォークが持ち味である。

## 詳細情報

### 年度別投手成績
| 年 度     | 球 団     | 登 板 | 先 発 | 完 投 | 完 封 | 無 四 球 | 勝 利 | 敗 戦 | セ 丨 ブ | ホ 丨 ル ド | 勝 率 | 打 者 | 投 球 回 | 被 安 打 | 被 本 塁 打 | 与 四 球 | 敬 遠 | 与 死 球 | 奪 三 振 | 暴 投 | ボ 丨 ク | 失 点 | 自 責 点 | 防 御 率 | W H I P |
| --------- | --------- | ----- | ----- | ----- | ----- | -------- | ----- | ----- | -------- | ----------- | ----- | ----- | -------- | -------- | ----------- | -------- | ----- | -------- | -------- | ----- | -------- | ----- | -------- | -------- | ------- |
| 2009      | 楽天      | 17    | 14    | 1     | 1     | 1        | 5     | 4     | 0        | 1           | .556  | 356   | 84.2     | 83       | 6           | 28       | 2     | 7        | 49       | 4     | 0        | 39    | 38       | 4.04     | 1.31    |
| 2010      | 楽天      | 4     | 4     | 0     | 0     | 0        | 1     | 3     | 0        | 0           | .250  | 78    | 14.1     | 30       | 6           | 6        | 0     | 1        | 8        | 0     | 0        | 25    | 19       | 11.93    | 2.52    |
| 2011      | 楽天      | 1     | 1     | 0     | 0     | 0        | 0     | 1     | 0        | 0           | .000  | 15    | 2.2      | 4        | 0           | 4        | 0     | 0        | 1        | 0     | 0        | 2     | 2        | 6.75     | 3.00    |
| 通算：3年 | 通算：3年 | 22    | 19    | 1     | 1     | 1        | 6     | 8     | 0        | 1           | .429  | 449   | 101.2    | 117      | 12          | 38       | 2     | 8        | 58       | 4     | 0        | 66    | 59       | 5.22     | 1.53    |

### 記録
- 初登板・初先発：2009年6月21日、対阪神タイガース4回戦（阪神甲子園球場）、4回3失点で敗戦投手
- 初奪三振：同上、1回裏に金本知憲から空振り三振
- 初ホールド：2009年7月20日、対福岡ソフトバンクホークス12回戦（福岡Yahoo! JAPANドーム）、7回裏に2番手で救援登板、1回2/3を1失点
- 初勝利・初完投勝利・初完封勝利：2009年8月5日、対オリックス・バファローズ12回戦（京セラドーム大阪）　※被安打1・無四死球・打者27人の"準完全試合"[13]

### 背番号
- 15 （2009年 - 2011年、2012年途中 - 2013年）
- 121 （2012年 - 同年途中）
- 114 （2014年 - 2019年）

### 登場曲
- 『SATISFACTION』BENNIE K（2009年）
- 『24karats -type S-』Sowelu,EXILE,DOBERMAN INC（2010年）
- 『ガラガラ GO!!』BIGBANG（2011年）
- 『声をきかせて』BIGBANG（2012年）